# Paul Knox
Paul Patrick Knox, född 23 november 1933 i Toronto, död 24 augusti 2022 i Southampton, Ontario, var en kanadensisk ishockeyspelare. Knox blev olympisk bronsmedaljör i ishockey vid olympiska vinterspelen 1956 i Cortina d'Ampezzo.